# 弁景温泉

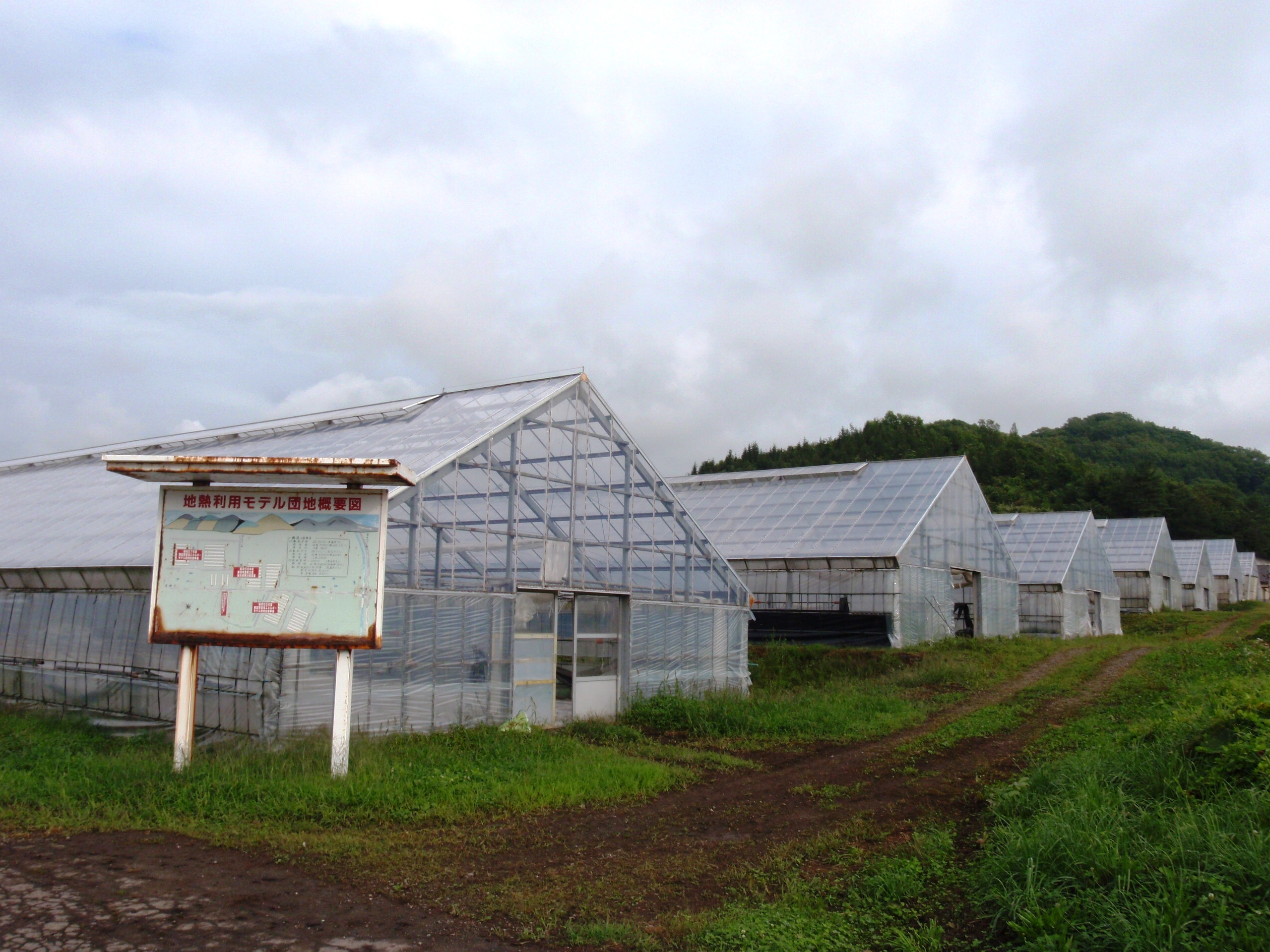
温泉熱を利用した温室団地

弁景温泉（べんけいおんせん）は、北海道有珠郡壮瞥町弁景にある温泉である。

## 泉質
- ナトリウム 塩化物 硝酸塩泉、（弱アルカリ性低張性高温泉）（旧泉名 含芒硝－食塩泉）
  - 源泉温度 : 63.1℃・湧出量 毎分1200L以上
  - 知覚 : 無色透明、無味、弱硫化水素臭

※ 「久保内ふれあいセンター」掲示より

## 温泉地
壮瞥町弁景の弁景川と小弁景川の出合付近に泉源があり、附近には地元住民を中心とした会員制の共同浴場があるのみで、源泉付近では外来者の入浴利用はできない。
壮瞥町により多目的に泉源活用されており、2.5km離れた幸内地区の野菜生産団地の温室暖房に利用され、そうべつ温泉病院の暖房や浴場、さらに源泉から約5km離れた久保内地区の日帰り入浴施設の「久保内ふれあいセンター」に引湯され、こちらでは一般入浴可能である。かつては久保内中学校でも利用されていた。

## 歴史
1879年（明治12年）12月、紋鼈村（現・伊達市）の作間林之介が、弁景の弁景川と小弁景川の出合より小弁景川を100m遡った右岸に湧出する温泉を発見。仮湯小屋を建て、翌年「作間温泉」として開業する。開湯当時は、春に当地へ来て、冬は引き揚げる状況だった。一方、「明治時代にアイヌの人から譲り受けて温泉が始まった」とも伝えられている。
1883年（明治16年）になって、当地に作間林之介が定住を始める。作間は、現在の伊達市関内より志門別・壮瞥町立香・南久保内を経て当地までの道路を、当年より3か年かけて私費で開削、浴客の便を図り、本格的に当地での営業を始めた。
戦後、当地の最盛期には3軒の温泉宿があった。1964年（昭和39年）頃には、「弁景ホテル」と「オロフレホテル」の2軒の湯宿があったことが記録に残っている。
近隣にあった幌別鉱山の閉山や、1977年（昭和52年）8月有珠山噴火による来訪客の減少により、翌1978年（昭和53年）12月、最後の湯宿「弁景温泉ホテル」が閉鎖された。
1966年（昭和41年）以降、壮瞥町内において地質・地熱に関する各種調査が行なわれ、その結果をもとに、1979年（昭和54年）から1982年（昭和57年）にかけて3本のボーリングを実施し熱水を得、この成果を1981年（昭和56年）より久保内地区での多目的利用が開始された。
1954年（昭和29年）、弁景地区住民56人が資金や材木・セメントを寄付し浴場を建てた。この団体が現在の会員制共同浴場「弁景温泉共同浴場」の始まりとなる。その後、誰でも入浴できたが、1983年（昭和58年）頃、鏡を盗まれたり荒らされたりしたことから、玄関に南京錠をかけ「会員専用」とされた。2000年（平成12年）には、資金約500万円を集めて改築されている。
この共同浴場の源泉は、かつて近所の湯宿からの「もらい湯」によって浴槽に湯を張ってきた。かつての地元源泉はすべて「自噴」した湯を利用していたが、町営の3本の源泉井戸は地下500～600mからの「動力揚水」したため、自噴源泉の泉温低下・湧出量低下・水量低下した。そのため共同浴場の温泉は、町営源泉からの分湯を利用している。

## アクセス
- 久保内ふれあいセンター
  - 国道453号壮瞥町久保内から北海道道2号洞爺湖登別線へ入りすぐ。
  - 道南バス「久保内」停留所下車、徒歩。

- 源泉（壮瞥町弁景）
  - 壮瞥町または登別市から北海道道2号洞爺湖登別線を利用。公共交通機関はない。